# Dieter Horn (Schauspieler)
Dieter Horn (* 10. Juli 1911; † nach 1952) war ein deutscher Schauspieler.

## Leben
Nach der Schauspielausbildung ist zunächst in den 1930er Jahren ein erstes Engagement an dem Alten Theater in Heilbronn zu verzeichnen. Später folgten von 1940 bis 1941 Gastspiele an das Staatstheater in Oldenburg und 1942 an das Staatstheater in Kassel. Von 1943 bis 1952 war Dieter Horn unter der Intendanz von Saladin Schmitt Mitglied des Ensembles des Stadttheaters in Bochum. Über seine Erfahrungen und Erlebnisse während der nationalsozialistischen Diktatur in Bochum sind Aussagen in dem Buch Nationalsozialismus im Alltag: Filmbegleitbuch und Historisches Lesebuch von Johannes Volker Wagner überliefert.
Dieter Horn begann seine Filmlaufbahn im Jahr 1933 als Darsteller in dem Spielfilm Reifende Jugend von Carl Froelich mit Horst Beck, Albert Florath und Heinrich George. In der Folge wirkte er in verschiedenen Filmproduktionen überwiegend in Nebenrollen mit. Darunter befanden sich 1936 die Spielfilme August der Starke von Paul Wegener mit Michael Bohnen und Lil Dagover sowie Der Favorit der Kaiserin von Werner Hochbaum  mit Olga Tschechowa und Anton Pointner.
Als letzte Filmarbeit von Dieter Horn ist 1949 eine Hauptrolle in der Adaption von Wolfgang Borcherts Bühnenstück Draußen vor der Tür mit dem Titel Liebe 47 nachweisbar. Unter der Regie von Wolfgang Liebeneiner spielten Hilde Krahl, Karl John und Hedwig Wangel.
Nach 1952 sind keine weiteren beruflichen Tätigkeiten oder biografische Ereignisse mehr dokumentiert.

## Filmografie
- 1933: Reifende Jugend
- 1935: Wenn ein Mädel Hochzeit macht
- 1936: August der Starke
- 1936: Der Favorit der Kaiserin
- 1949: Liebe 47